# Varianzkomponentenanalyse
Varianzkomponentenanalyse (englisch Variance Component Analysis, VCA) ist eine mathematische Vorschrift zur statistischen Bewertung von Messdaten. Siehe hierzu auch Tapio Norm T545 der Technical Association of the Pulp and Paper Industry (Tappi).
Diese Berechnung wird zum Beispiel in der Papierindustrie bei der gravimetrischen Analyse des Flächengewichtes einer Papierbahn angewendet. Eine entsprechende Analyse kann zum Beispiel mit dem Tapio Analysator durchgeführt werden.
Da die zu analysierende Papierbahn eine zweidimensionale Ausdehnung besitzt, ist eine Zerlegung in 4 Komponenten vorgesehen. Bewertet wird hierbei jeweils der Variationskoeffizient (entspricht der Standardabweichung / Mittelwert).
- Gesamter Variationskoeffizient
- CD Variationskoeffizient, d. h., es wird nur das reine Querprofil betrachtet
- MD Variationskoeffizient, d. h., es wird nur das reine Längsprofil betrachtet
- Restwertvariationskoeffizient, d. h. gesamtes Profil abzüglich CD und MD (somit sind zum Beispiel Störungen bewertbar, die weder in MD noch in CD Richtung verlaufen)